# Balossini
 Balossini (fl. XX secolo) è stato un calciatore italiano, di ruolo centrocampista.

## Carriera
A partire dalla stagione 1922-1923, disputa complessivamente con il Novara 33 partite in massima serie segnando 3 gol fino alla stagione 1924-1925.